# دیوید فرار
دیوید فرار (انگلیسی: David Farrar؛ ۲۱ اوت ۱۹۰۸ – ۳۱ اوت ۱۹۹۵) بازیگر تئاتر، و بازیگر سینما اهل انگلستان بود.
از فیلم‌ها یا برنامه‌های تلویزیونی که وی در آن نقش داشته‌است می‌توان به نرگس سیاه، نبرد رود پلاته، سلیمان و سبا، جان پل جونز، ۳۰۰ اسپارتان و اردوی زرین اشاره کرد.